# Tour derrière les Moines
La tour derrière les Moines (en estonien : Munkadetagune torn) est une tour des remparts de Tallinn en Estonie.

## Présentation
La tour derrière les Moines est située dans le quartier Vanalinn de Tallinn et constitue l'une des structures défensives médiévales de Tallinn.
De nos jours, elle se situe entre l'intersection des rues Müürivahe tänav et Munga tänav, et delle de Müürivahe tänav et Uus tänav, et son adresse est Müürivahe 58.
D'un côté de la tour derrière les Moines se trouve la tour de Brême dans les  remparts, de l'autre côté se trouve la tour Helleman. 
La tour derrière les moines doit son nom à son emplacement derrière l'ancien monastère dominicain Sainte-Catherine.
Jusqu'à la fin du XVIIIe siècle, la tour abritait des munitions de guerre, c'est pourquoi au XVIIe siècle, on l'appelait communément la tour des mèches de mise à feu (en estonien : Süütenööride).
La tour a été incendiée à plusieurs reprises, la dernière fois en 1994.
Au début du XIXe siècle, la tour, comme beaucoup d'autres tours de Tallinn, fut privatisée. 
Des appartements et des entrepôts y furent construits. 
En 1990, la tour derrière les Moines a été restaurée et un café y a été ouvert. 
Après l'incendie de 1994, la tour était vide, mais depuis les réparations achevées en 2010, elle est ouverte aux visiteurs,.
La tour derrière les Moines est reliée à la tour Hellemann par un mur d'enceinte long de 173 mètres, le long duquel on peut se promener et qui offre de belles vues à la fois sur la vieille ville et sur la ville moderne.

## Galerie

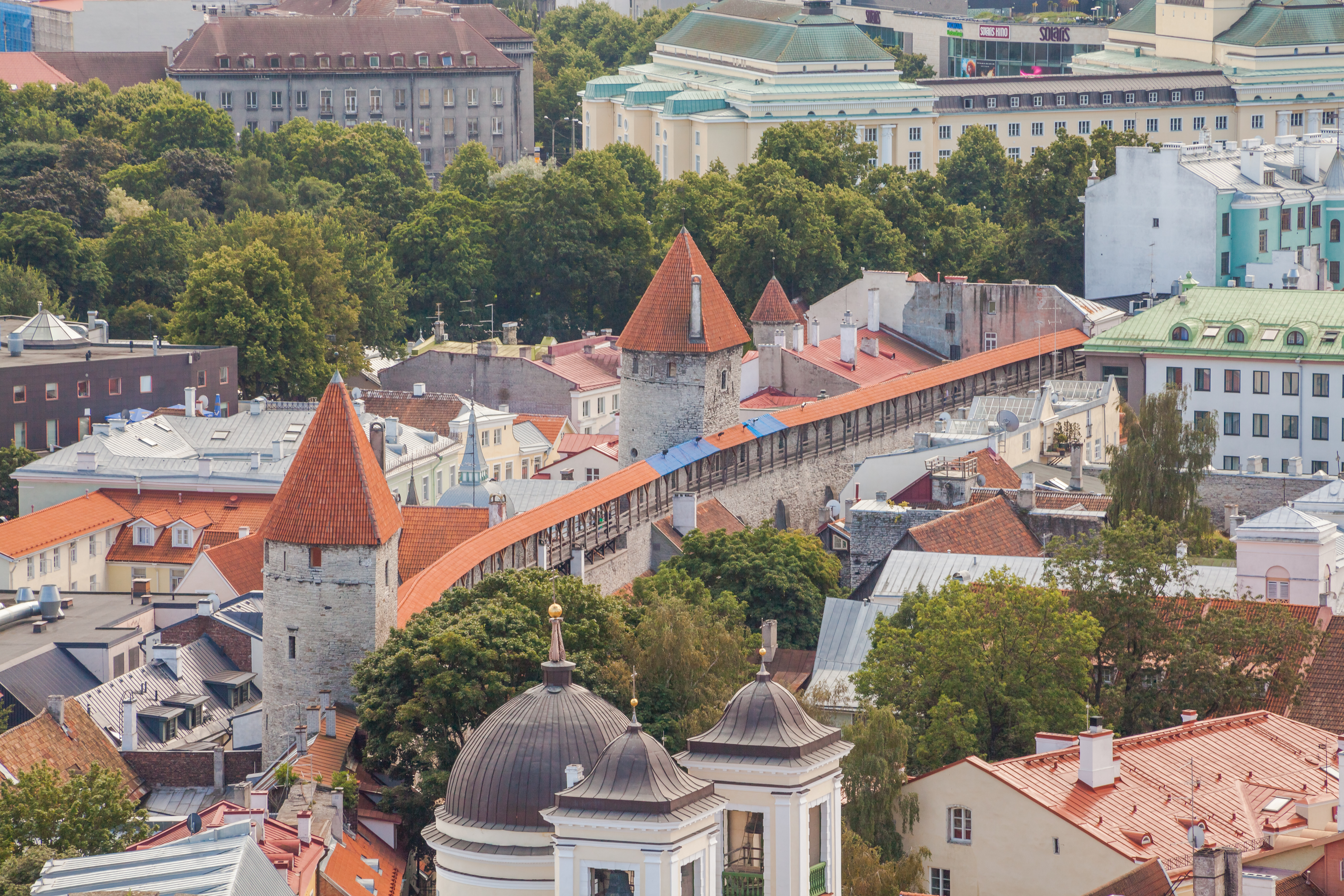
Vue de l'église Saint-Olaf de Tallinn.
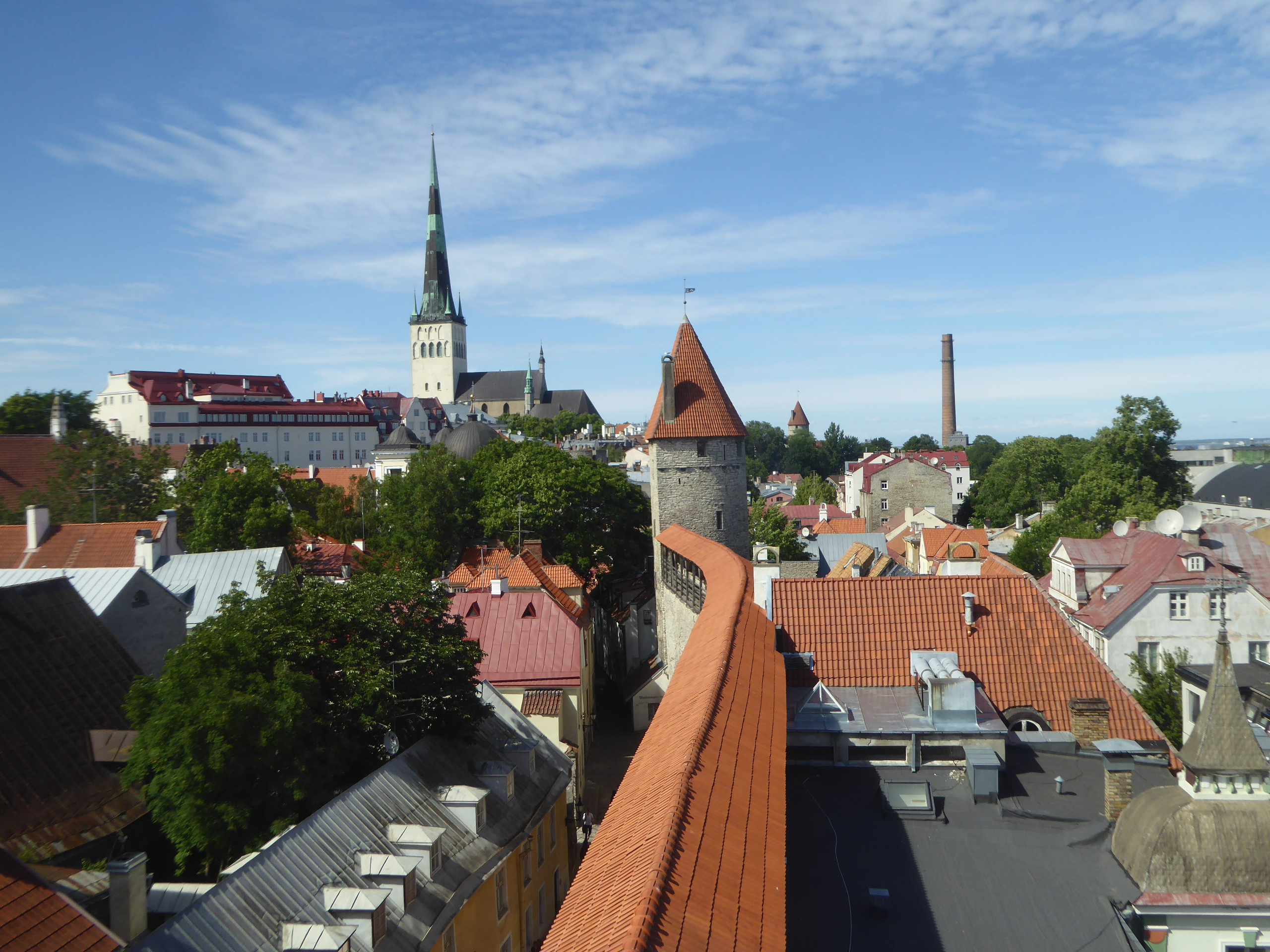
La tour derrière les Moines vue de la tour Helleman.
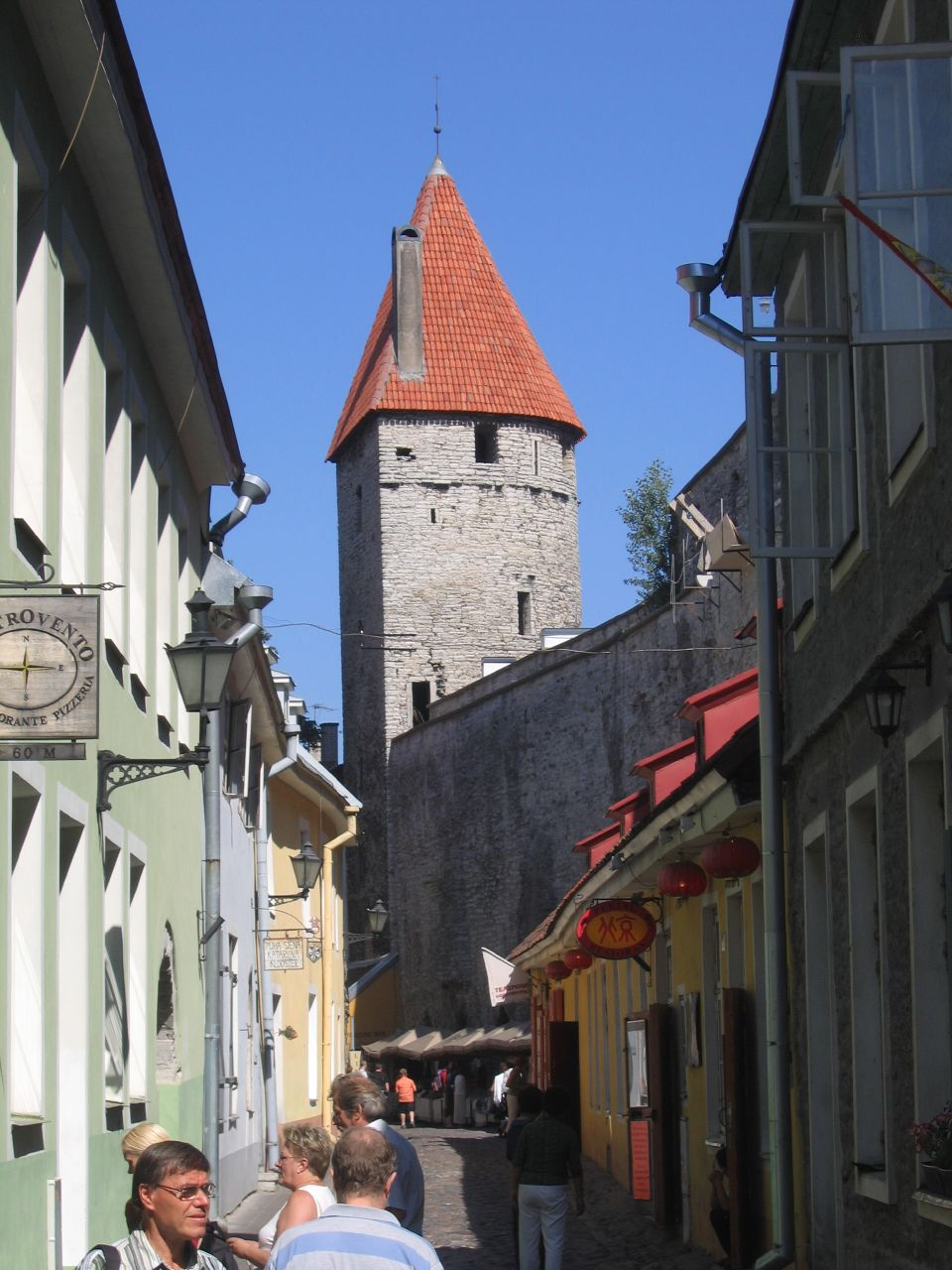
La tour derrière les Moines.
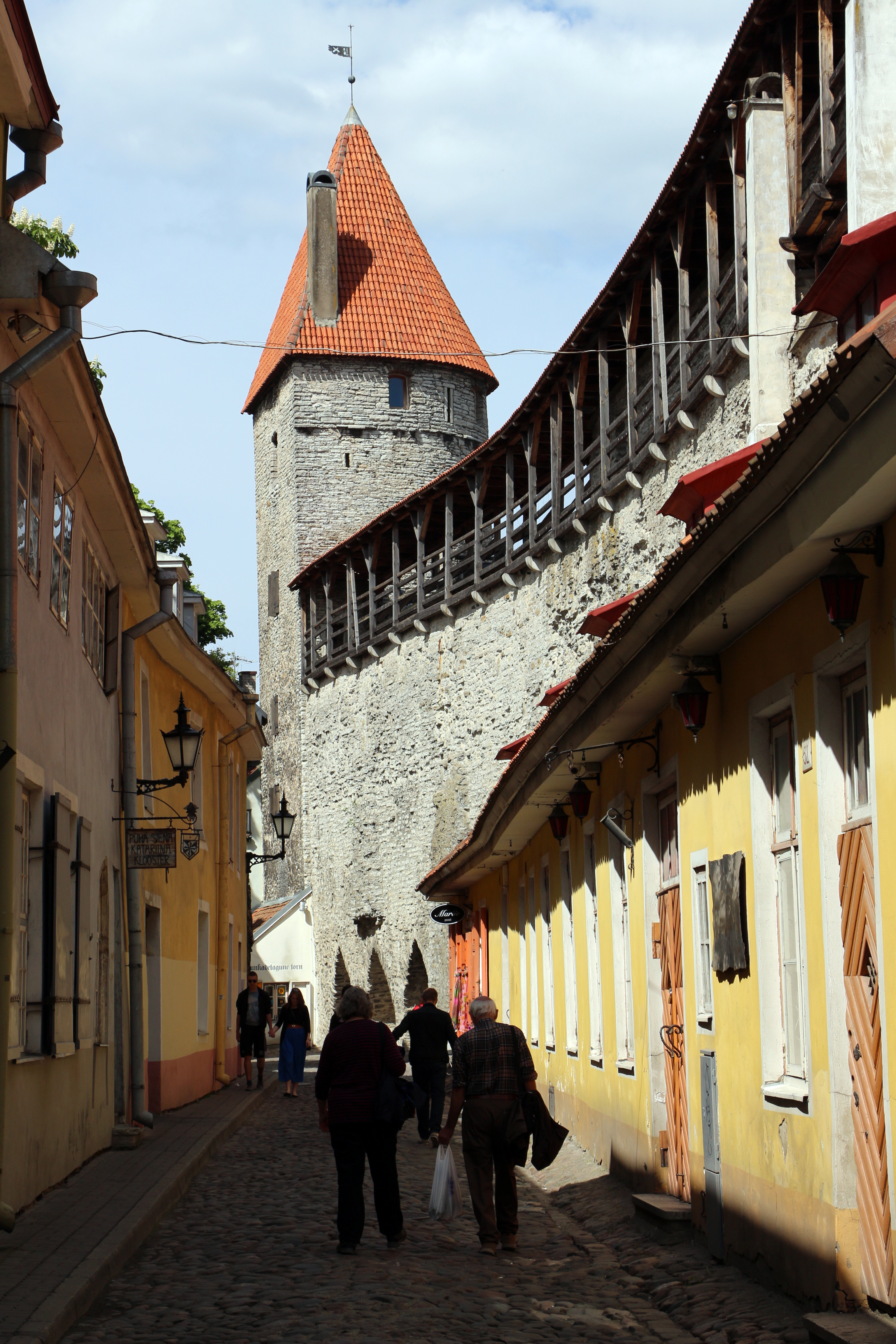
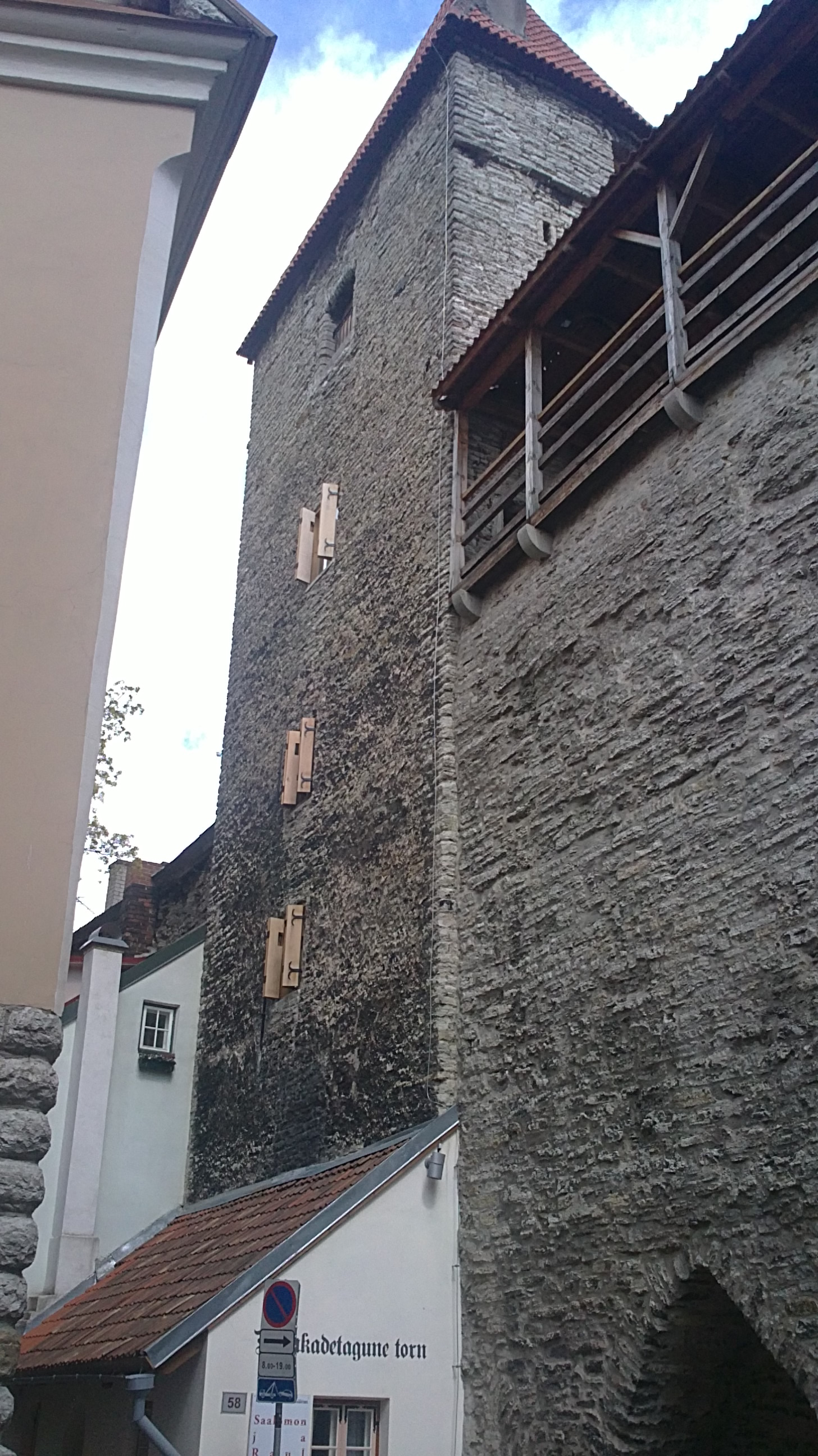